# Det russiske køkken
Det russiske køkken (russisk: русская кухня, tr. russkaja kukhnja) er meget varieret og har elementer fra mange folkegrupper. Rusland er verdens største land, hvor madvaner varierer inden for landet. Selv i store dele af det tidligere Sovjetunionen er der tydelige påvirkninger af det russiske køkken.
Basisfødevarer som korn, kartofler, kål og rodfrugter har en fremtrædende rolle i russisk køkken. I det nordlige Rusland, som i andre nordlige madkulturer, har friske grøntsager været usædvanlige. Til maden serveres ofte ketchup og smetana (svarende til cremefraiche).
Fra tajgaen - Ruslands skov - får man råvarer som bær, svampe, fisk og vildt. I de kolde egne (eller hvis man har en fryser) laves også eksotiske retter som fx Stroganina, tynde skiver af rå frossen fisk.
Piroger forekommer i forskellige størrelser og variationer.

## Supper
Varm suppe er en typisk russisk ret, især sjtsji. Det er en almindelig opfattelse, at borsjtj traditionelt kommer fra Rusland, men borsjtjs oprindelse kan spores til Ukraine og er meget almindelig i hele Østeuropa.

## Drikkevarer
Rusland er en del af vodkabæltet, og vodka drikkes over hele landet. Øl og vin er mindre almindelige, men er vokset efter sovjetiden. Alkoholisme er et stort socialt problem.

## Kulturel betydning
Det russiske køkken har også haft betydning uden for madlavning. Tv-serien Kukhnja har en russisk kok i hovedrollen.